# Biblioteca Oliveira Lima
A Biblioteca Oliveira Lima (também conhecida como Biblioteca Ibero-Americana) está localizada na Universidade Católica da América em Washington, DC. Foi fundada em 1920, quando o diplomata e estudioso brasileiro Manuel de Oliveira Lima e a também estudiosa Flora de Oliveira Lima, com quem foi casado, doaram o seu acervo particular para a universidade depois de obter um acordo para que a biblioteca continuasse a ser autônoma e que Manoel de Oliveira Lima fosse seu primeiro bibliotecário. O acervo inicial da doação incluiu 45 mil livros, primariamente focada na história, literatura e cultura colonial luso-brasileira. Muitos dos livros são fontes originais, em português.
A biblioteca foi inaugurada em 1923 com Manoel de Lima a servir como bibliotecário, até sua morte em 1928. Após a sua morte, Flora de Lima assumiu a gestão do acervo. Sob sua direção, a coleção cresceu a 58 mil volumes. Além disso, foram coletadas 200 mil páginas de correspondência e cerca de 600 obras de arte, incluindo gravuras, mapas, pinturas, esculturas e aquarelas. Algumas das obras de arte são uma paisagem de Pernambuco pintada pelo artista holandês Frans Post (1612-1680); uma tela mostrando o Largo do Machado no Rio de Janeiro por Nicolas-Antoine Taunay (1755-1830); um busto de bronze de d. Pedro I pelo escultor Marc Ferrez (1788-1850); e a cópia colorida existente de Rerum per Octenium em Brasília por Gaspar Barleus (1584-1648); o primeiro livro em francês sobre o Brasil, La Singularité de la France Anthartique, pelo padre Franciscano André Thévet (1502-1590), entre muitos outros.
Em um projeto de digitalização concluído em conjunto com uma parceria entre Gale Cengage Learning e a biblioteca, a maior parte de documentos dos séculos XIX e XX na coleção foi digitalizada. Cerca de 17 mil livros e folhetos portugueses e brasileiros estão disponíveis no acervo digital. De acordo com as restrições impostas pela vontade de Oliveira Lima, nenhum dos materiais pode deixar o local. A biblioteca está localizada no andar do subsolo da Biblioteca Mullen em 620 Michigan Avenue, N.E., Washington, DC 20064.

## Reconhecimento
- Ordem do Mérito Cultural, 2018.[6]
- Insígnia da Ordem de Rio Branco, 2020.[7]